# Sjumy
Sjumy (ukrainska: Шуми; ryska: Шумы, tr. Sjumy) är en by i Toretsk norr om Horlivka i Donetsk oblast i Ukraina
. Enligt Ukrainas folkräkning 2001 hade Sjumy 95 invånare.